# Siccain
Siccain ist eine organische Verbindung und ein Naturstoff, der in Pilzen vorkommt.

## Vorkommen
Siccain wurde zuerst aus dem Pilz Helminthosporium siccans (Ordnung Pleosporales) isoliert. Später wurde es auch in dem marinen Pilz Halocyphina villosa (Ordnung Agaricales) nachgewiesen.

## Herstellung
Siccain kann ausgehend von 1,4-Benzochinon hergestellt werden. Dieses wird zuerst mit Zinkbromid und Acetanhydrid und dann mit wässriger Natronlauge umgesetzt, wodurch über das entsprechende Acetat das Bromhydrochinon erhalten wird. Durch Reaktion mit Ethylmagnesiumbromid und (Chlormethyl)methylether werden die Hydroxygruppen mit Methoxymethylgruppen (MOM) geschützt. Durch eine Kupplungsreaktion mit 2-Methyl-3-butin-2-ol und Tetrakis(triphenylphosphin)palladium(0) in N-Butylamin wird die Alkin-Seitenkette eingeführt. Dehydratisierung der Seitenkette mit Phosphorylchlorid und Pyridin ergibt die Enin-Einheit. Da das Produkt Siccain säurelabil ist, muss die Entschützung der MOM-Gruppen unter besonders milden Bedingungen stattfinden. Dies ist durch Reaktion mit 1%iger wässriger Salzsäure bei Raumtemperatur über 24 Stunden möglich.

## Eigenschaften
Siccain wirkt antimikrobiell gegen gram-positive Bakterien und fungizid gegen einige Pilze. Daneben zeigt es eine starke cytotoxische Wirkung. Die Wirkung liegt vermutlich in einer Hemmung der Biosynthese von DNA und RNA sowie in der Behinderung der Aufnahme entsprechender Nukleosid-Vorläufer in eukaryotischen Zellen.